# زلیج

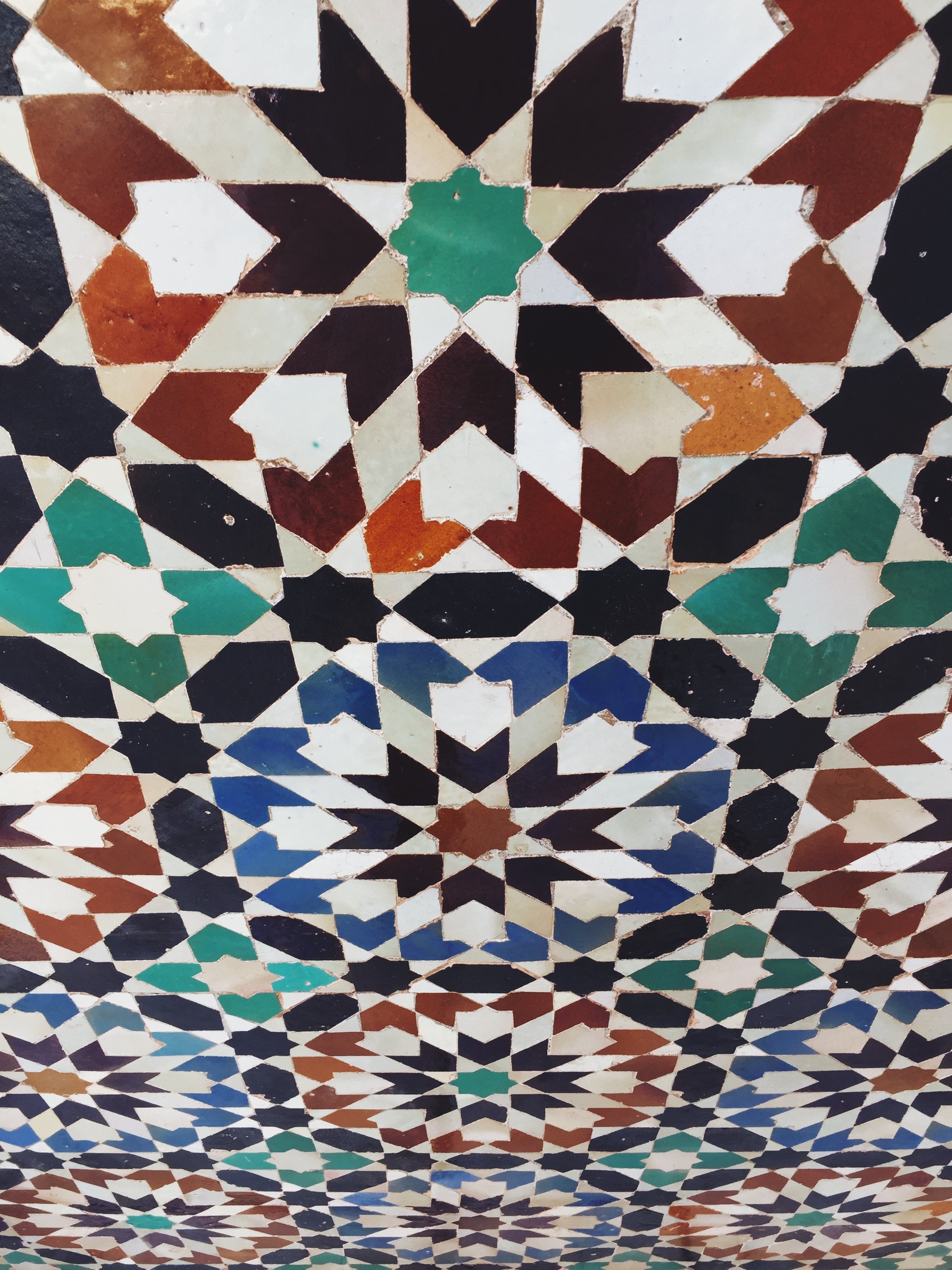
دیواری پوشیده از زلیج در مدرسه بن یوسف در مراکش

زلیج (عربی: الزليج، آوانگاری: zillīj) یا زیلیج، سبکی از کاشی کاری معرق است که از قطعات کاشیتراش داده شده به صورت دستی، ساخته شده‌است.
این قطعات معمولاً دارای رنگ‌های مختلف هستند و به هم متصل می‌شوند تا الگوهای مختلفی را شکل دهند، که مهم‌ترین آن‌ها نقوش هندسی اسلیمی استادانه‌ای مانند نقوش ستاره‌های در حال درخشش است. این شکل از هنر اسلامی یکی از شاخصه‌های اصلی معماری در جهان غرب اسلام است. در معماری مراکش، معماری الجزایر، مکان‌های اسلامی در تونس و در بناهای تاریخی اندلس (در شبه جزیره ایبری) یافت می‌شود. از قرن چهاردهم به بعد، زلیج به یک عنصر تزئینی استاندارد در امتداد دیوارهای پایینی، در فواره‌ها و استخرها، روی مناره‌ها و برای سنگفرش کف تبدیل شد.
پس از قرن پانزدهم، موزاییک سنتی زلیج در بسیاری از کشورها به جز مراکش که امروزه تولید آن ادامه دارد، از رونق افتاد. زلیج در ساختمان‌های مدرن با استفاده از طرح‌های سنتی مانند مسجد حسن دوم در کازابلانکا یافت می‌شود که یک پالت رنگی جدید با طرح‌های سنتی اضافه می‌کند. تأثیر نقوش زلیج در کاشی‌های اسپانیایی تولید شده در دوره رنسانس نیز مشهود بود و در برخی از تقلیدهای مدرن که بر روی کاشی‌های مربعی نقاشی شده‌اند، دیده می‌شود.

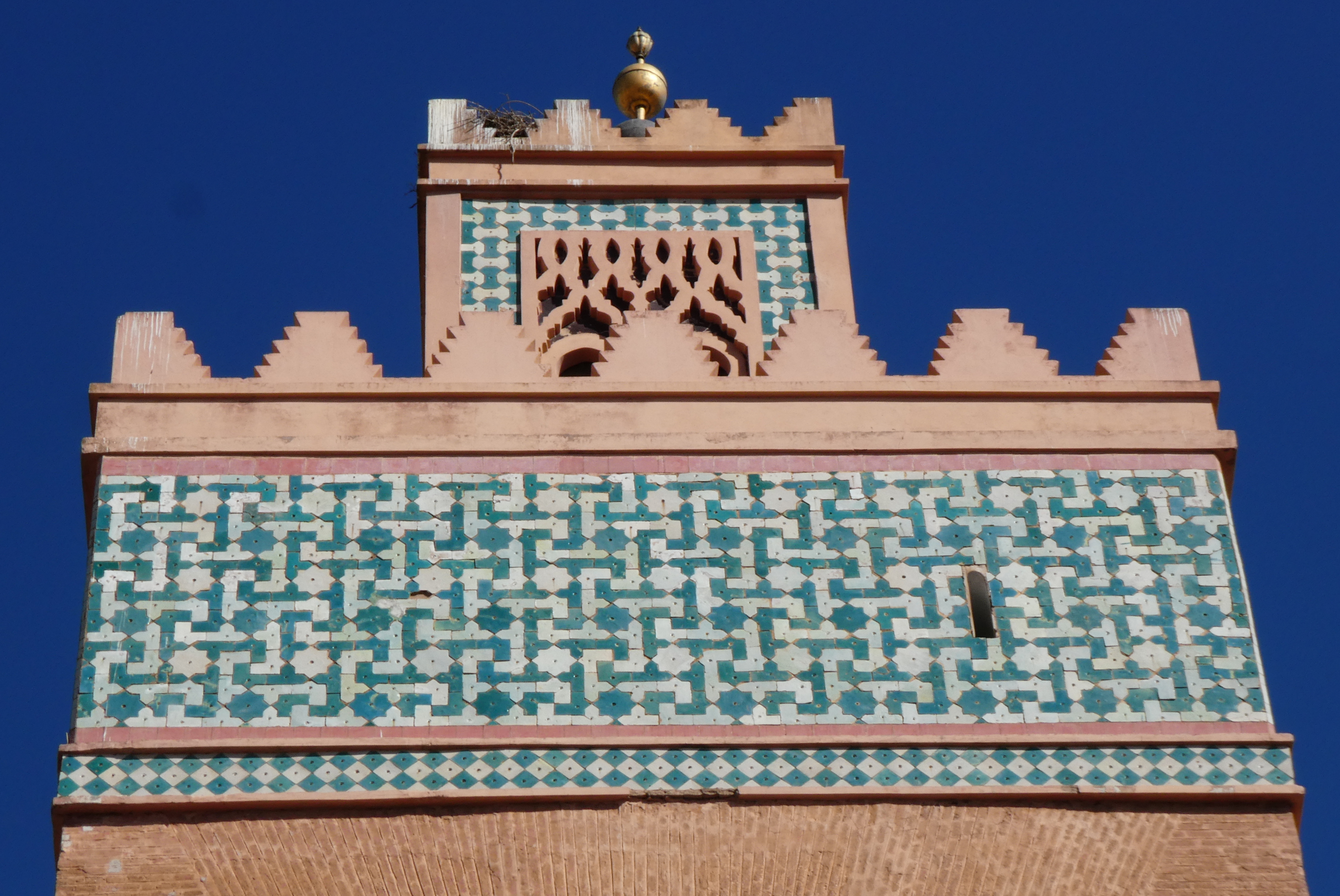
تزیین کاشی در قسمت بالای مناره مسجد کصباح در مراکش (مرمت مدرن کاشی‌های اصلی قرن دوازدهم)

## لغت‌شناسی
کلمه زلیج از فعل زَلَجَ، به معنای «سر خوردن» است و اشاره به سطح صاف و لعاب کاشی‌ها دارد. کلمه آزولجو (azulejo) در پرتغالی و اسپانیایی به سبکی از کاشی‌های نقاشی شده در پرتغال و اسپانیا اشاره دارد که از کلمه زلیج 

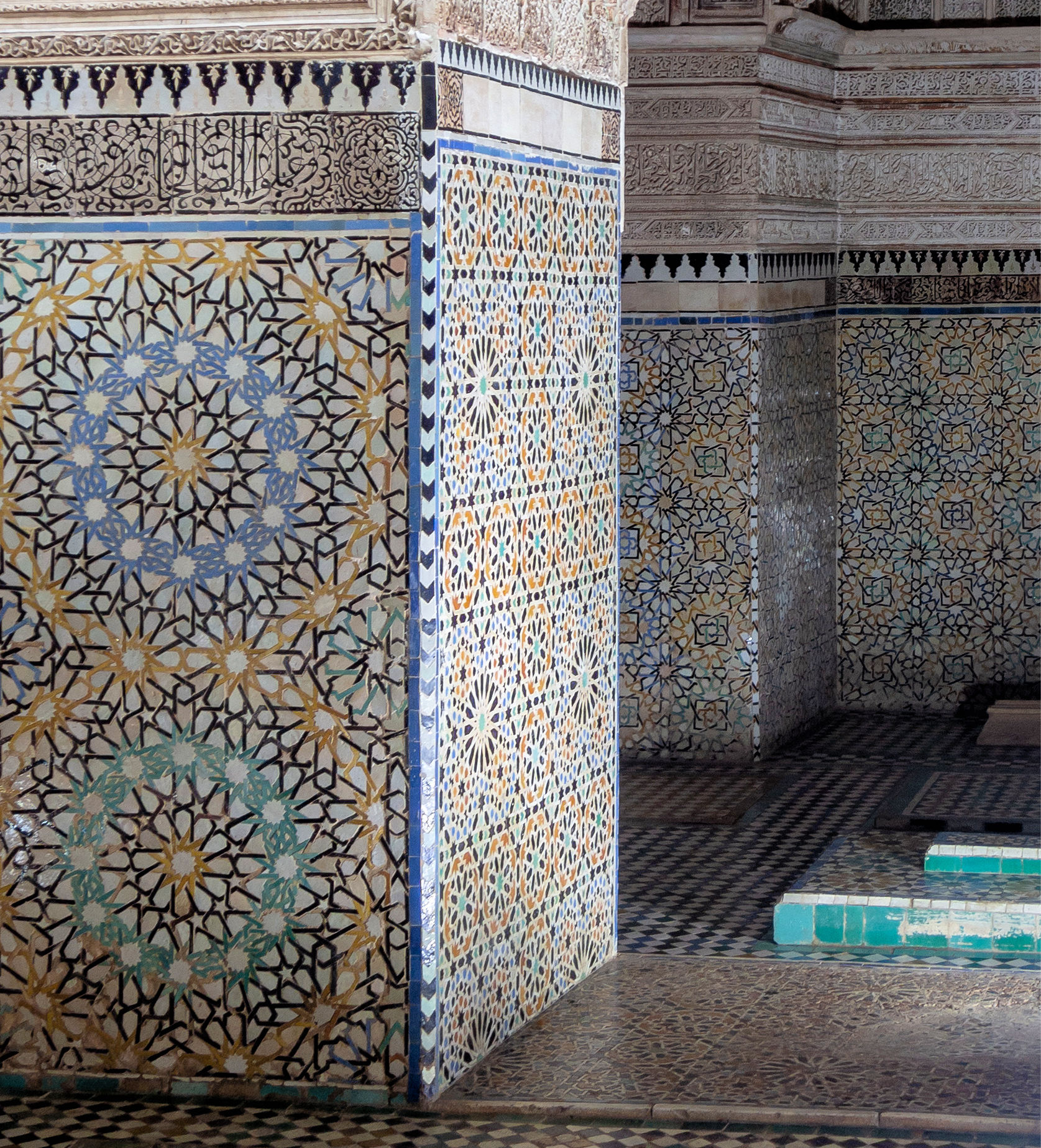
زلیج در مقبره‌های سعدی (اواخر قرن شانزدهم)، با استفاده از روش رنگ‌آمیزی متفاوت و تکه‌های نازک‌تر برای الگوهای ظریف‌تر.

گرفته شده‌ است. در اسپانیا، تکنیک کاشی موزاییکی که در بناهای تاریخی اسلامی مانند الحمرا به کار می‌رود، به‌عنوان آلیکاتادو نیز نامیده می‌شود؛ کلمه‌ای اسپانیایی که از فعل عربی قَطَعَ به معنای بریدن مشتق شده‌است.

## تاریخ
قطعات زلیج از المنصوریه (صبرا) در تونس که احتمالاً مربوط به اواسط قرن دهم و خلافت فاطمیان است، نشان می‌دهد که این تکنیک ممکن است در دنیای غرب اسلام در این دوره توسعه یافته باشد. ژرژ مارکای استدلال می‌کند که این قطعات، همراه با تزئینات مشابهی که در مهدیه تونس یافت شده، نشان می‌دهد که این تکنیک احتمالاً در افریقیه سرچشمه گرفته و متعاقباً به غرب صادر شده‌است. احتمالاً از موزاییک‌های بیزانسی الهام گرفته شده یا مشتق شده‌است و سپس توسط صنعتگران مسلمان برای کاشی‌های فایانس اقتباس شده‌است. در قرن یازدهم، تکنیک زلیج در غرب جهان اسلام به سطح پیچیده‌ای رسیده بود، همان‌طور که در سنگفرش‌های استادانه یافت شده در قله بنی حماد در الجزایر گواهی می‌دهد.
در دوره موحدون، نوارهای برجسته تزئینات سرامیکی به رنگ سبز و سفید قبلاً بر روی مناره‌های مسجد کتبیه و مسجد کصباح مراکش دیده می‌شد. از نظر طراحی نسبتاً ساده بوده و ممکن است تأثیرات هنری فرهنگ بربر صنهاجه را منعکس کرده باشند. جاناتان بلوم از کاشی‌های لعاب‌دار روی مناره مسجد کتبیه، متعلق به اواسط قرن دوازدهم، به‌عنوان قدیمی‌ترین نمونه با قدمت قابل اعتماد زلیج در مراکش نام می‌برد. تک تک تکه‌های کاشی به حد کافی بزرگ هستند و این امکان را می‌دهند که الگو از دور قابل مشاهده باشد. هر قطعه را قبل از پختن سوراخ می‌کردند تا کاشی‌ها را با میخ به قاب چوبی که در سطح ملات روی مناره قرار می‌گرفت، بچسبانند. مناره مسجد کصباح که کمی دیرتر و در دهه ۱۱۹۰ ساخته شد، اما از تزئینات سرامیکی از جمله موزائیک‌های هندسی در قسمت‌های بالای مناره، با همان تکنیک کتیبه استفاده می‌کند. کاشی‌های روی هر دو مناره امروزی بازتولید مدرنی از نمونه‌های اصلی است که قطعاتی از آن‌ها در مجموعه ذخیره موزه کاخ البدیع حفظ شده‌است.

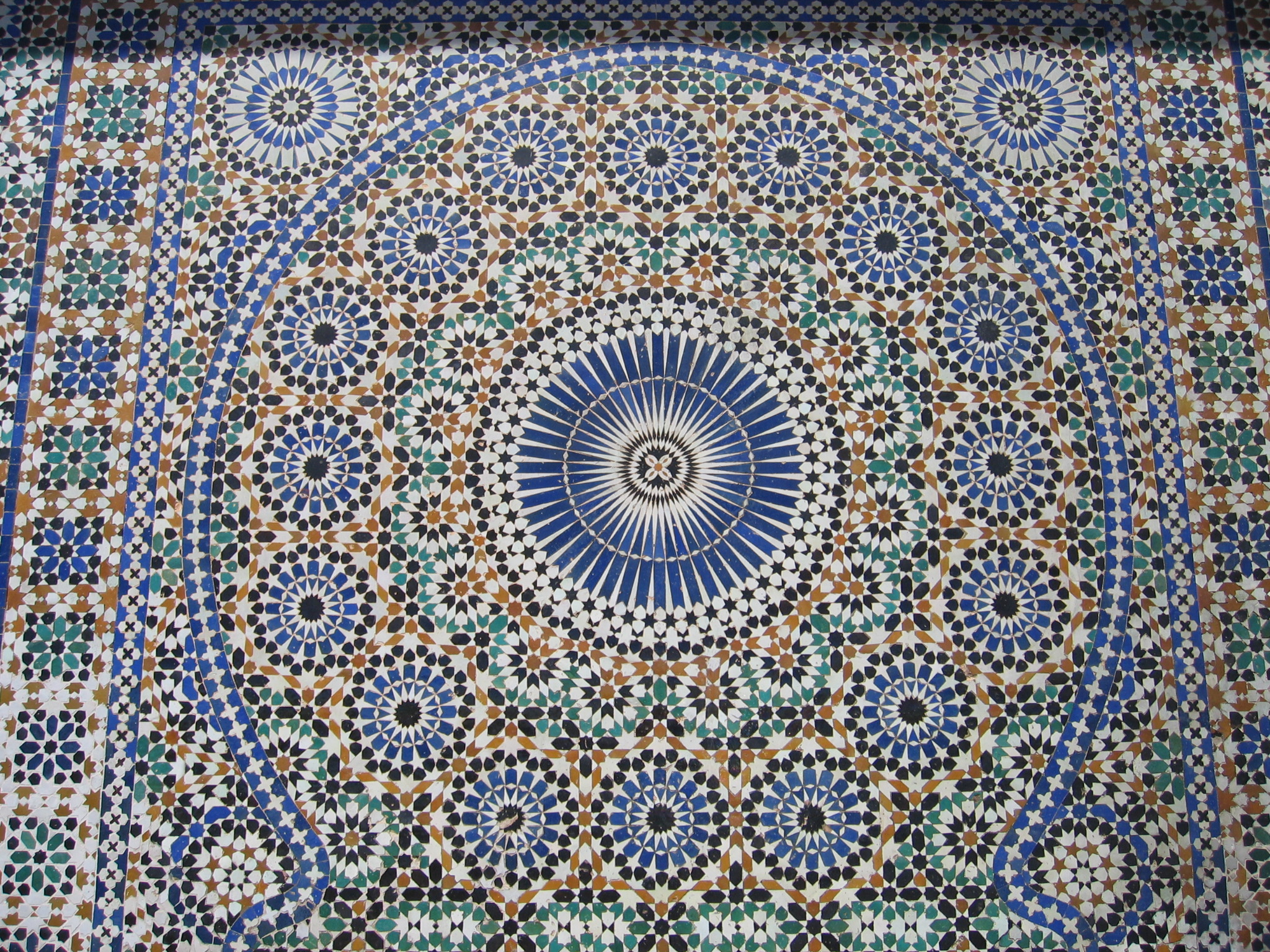
نمونه ای از ترکیب گل رز هندسی در مقیاس بزرگ مربوط به دوره‌های بعدی در مراکش، که فواره ای را می‌پوشاند که در سال ۱۹۱۳ در میدان الحدیم در مکنس ساخته شد

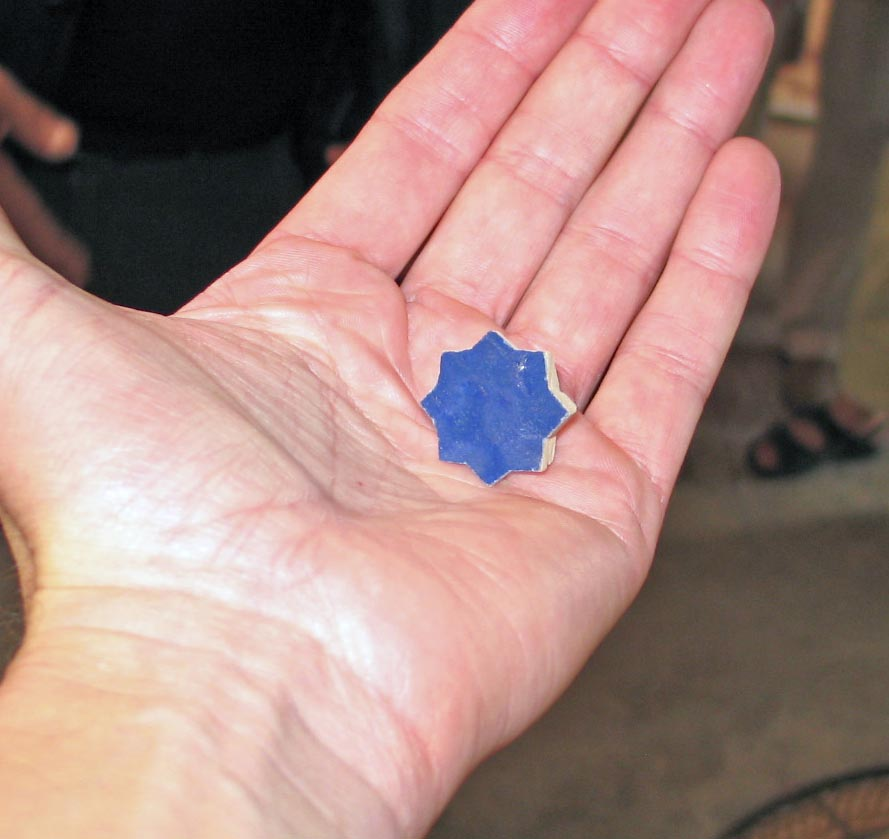
کاشی هشت وجهی ستاره پس از بریده شدن از کاشی، ستون اصلی طرح موری/اسلامی
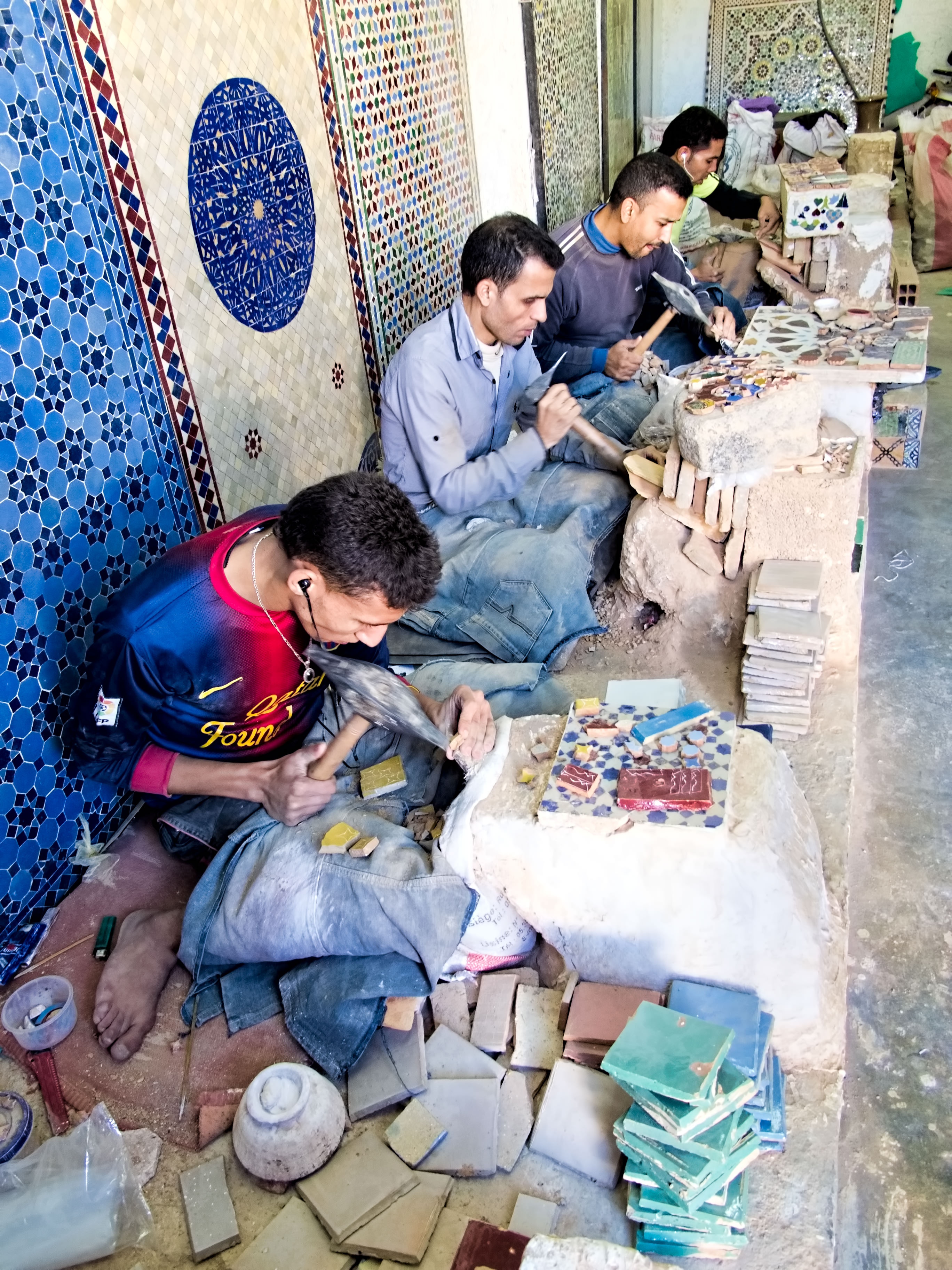
کارخانه و صنعتگران قطعات زلیج، فس، مراکش.
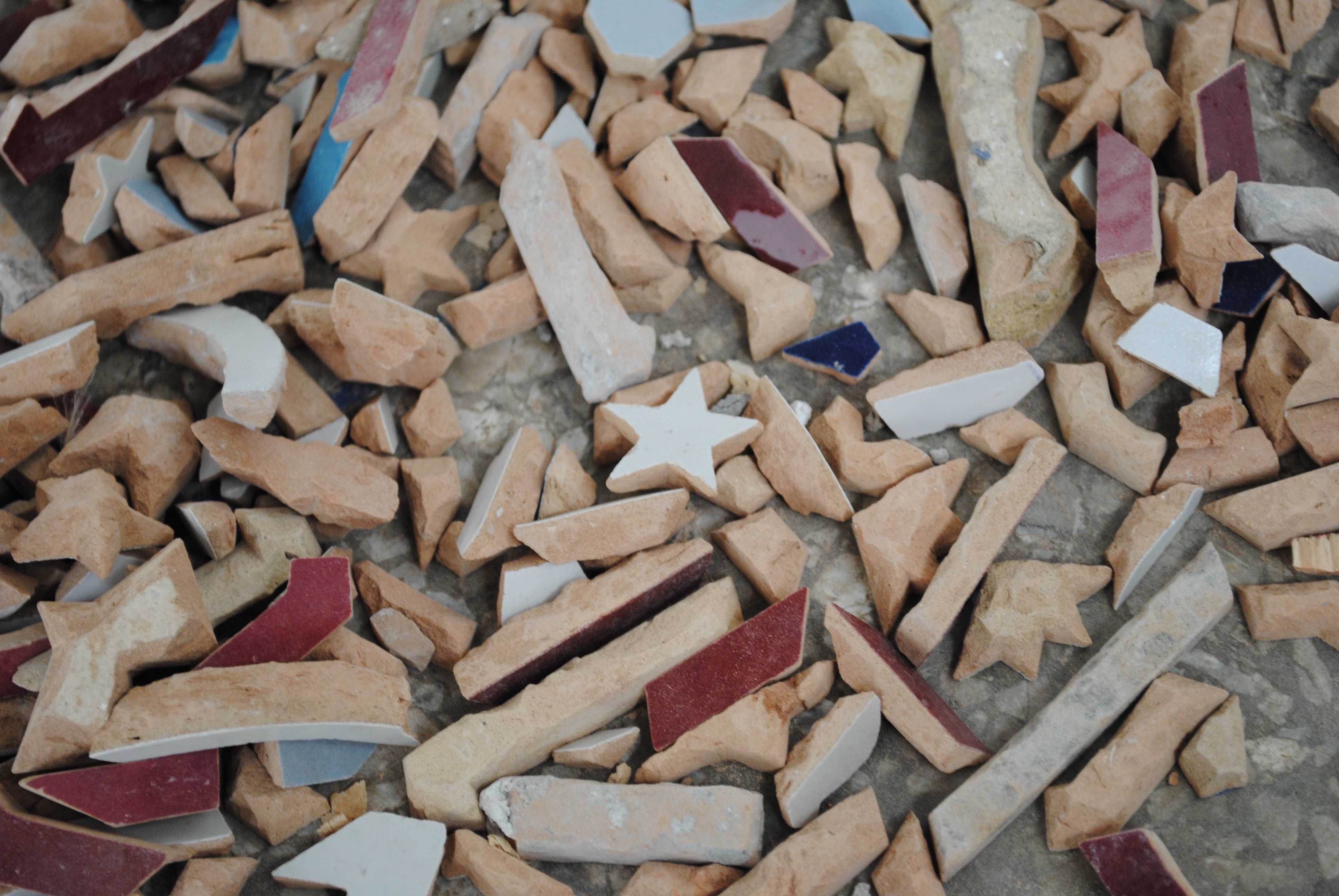
اسکنه کردن کاشی لعابدار اصلی، فس، مراکش
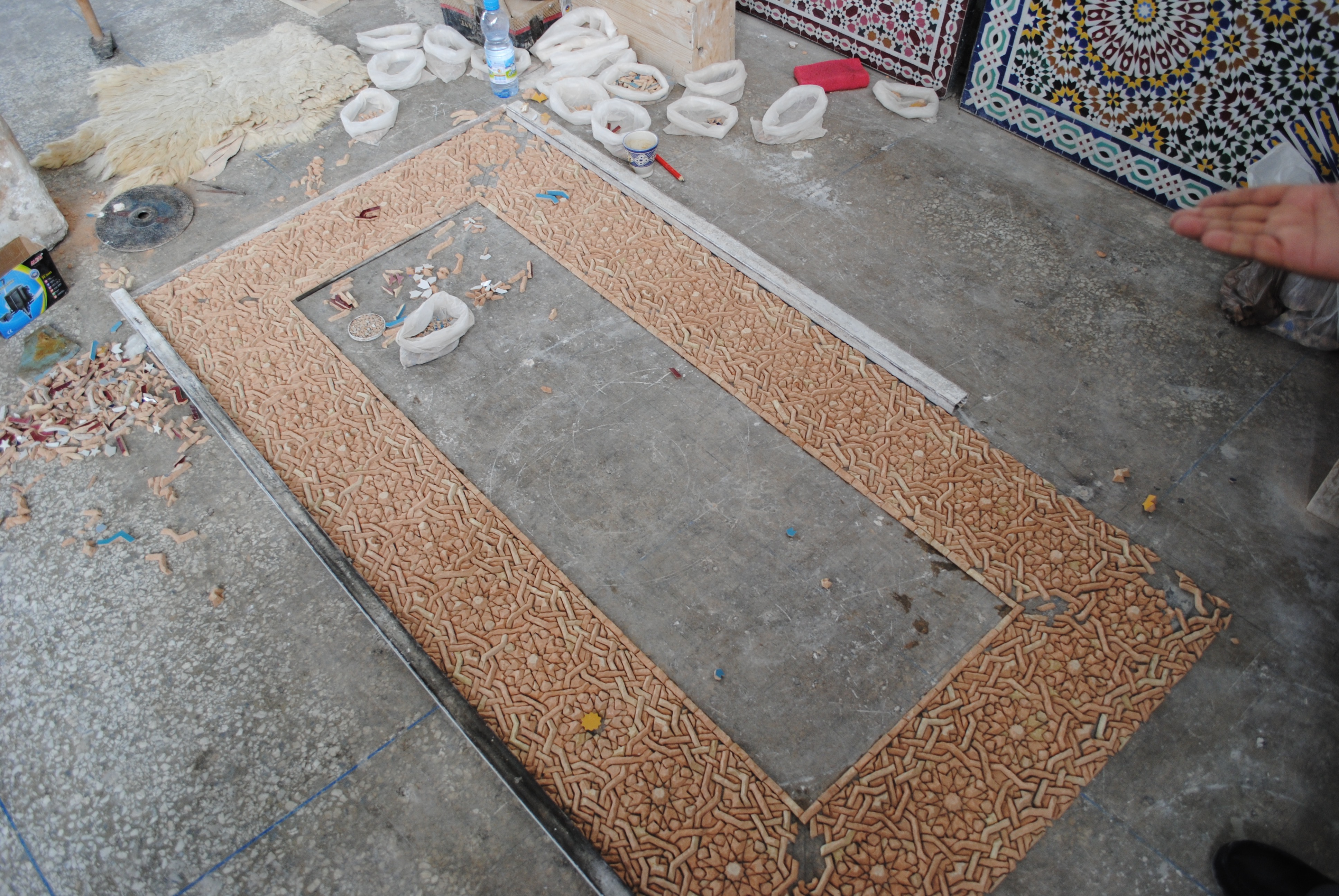
زلیج برای نصب در فس، مراکش مونتاژ می‌شود.